# Temnoma setigerum
Temnoma setigerum là một loài rêu tản trong họ Pseudolepicoleaceae. Loài này được (Lindenb.) R.M. Schust. miêu tả khoa học lần đầu tiên năm 1963.